# Melanopareia maximiliani
Melanopareia maximiliani là một loài chim trong họ Melanopareiidae.